# Petter Solberg
Petter Solberg (født 18. november 1974 i Askim) er en norsk tidligere professionel rally- og rallycross-kører fra Spydeberg i Østfold. I 2003 blev han den første nordmand til at vinde Rally World Cup. Han blev den første verdensmester i World Cup Rallycross med en Citroën DS3 RX Supercar, der blev bygget og drevet af Petter Solberg Rallycross (RX) Team. Året efter gentog sin succes og forsvarede sin titel.
Solberg er tidernes bedst betalte norske atlet med en estimeret årsløn på omkring 50 millioner kroner gennem flere sæsoner med Subaru. Han bor i Gunnarskog i Sverige sammen med sin svenske kone Pernilla (datter af Per-Inge Walfridsson, europamester i rallycross 1980), som selv var en dygtig rallykører i 1990'erne. Sammen har de en søn, Oliver. Petter Solberg er yngre bror til rallykører Henning Solberg. 
Petter Solberg blev norsk mester i rallycross og hill race i 1995 og 1996, og han blev norsk mester i rally i 1998.